# تیم رؤیایی (فیلم ۲۰۱۲)
تیم رؤیایی (فرانسوی: Les seigneurs‎) یک فیلم کمدی فرانسوی به کارگردانی اولیویه داهان محصول سال ۲۰۱۲ است.

## داستان
پاتریک اوربرا (ژوزه گارسیا)، یک فوتبالیست سابق که به مصرف الکل معتاد شده بود، هم تیمی‌های قدیمی خود را برای کسب درآمد و شاغل شدن، به تیم محله خود دعوت می‌کند.

## بازیگران
- ژوزه گارسیا - پاتریک اوربرا
- ژان-پیر ماریل - تیتوآن لگوئنک
- فرانک دوبوسک - دیوید لئاندری
- گاد الماله - رایانه زیانی
- جوی‌استار - شاهیف بردا
- رمزی بدیا - ماراندلا
- عمر سی - وکه ندوگو
- فردریک بل - فلوریا
- شانتال نوویرث - ننه
- ژان رنو - خودش
- کلودیا تگبو - فاتو ندوگو
- ریتون لیبمن - دادستان
- آرنو هنریت - وکیل